# Anton Mitterwurzer
Anton Mitterwurzer (Sterzing, 12 d'abril de 1818 - Dresden, 2 d'abril de 1876) fou un cantant d'òpera austríac de la corda de baríton.
Cursà els seus estudis musicals a Viena i per la seva extensa i sonora veu, unida a una excel·lent escola dramàtica, li fou concedida una contracta fixa en el Teatre Reial de Dresden, que, llevat de rares excepcions, fou on actuà durant tota la seva vida.
Fou un dels primers intèrprets de les obres de Wagner en les quals es distingí especialment.